# Allotrichoma
Allotrichoma is een vliegengeslacht uit de familie van de oevervliegen (Ephydridae).

## Soorten
- Allotrichoma (Pseudohecamede) abdominale  (Williston, 1896)
- A. adustum Mathis, 1991
- A. atrilabris Cresson, 1926
- A. bezzii Becker, 1896
- A. bifidum Papp, 1974
- A. facialis (Hendel, 1936)
- A. lacteum Cresson, 1926
- A. lasiocercum Cresson, 1926
- A. laterale (Loew, 1860)
- A. lateralis (Loew, 1860)
- A. picenum Canzoneri & Rampini, 1990
- A. pseudolaterale Raffone, 2001
- A. quadripectinatum (Becker, 1903)
- A. schumanni Papp, 1974
- A. sicanum Canzoneri, 1980
- A. simplex (Loew, 1861)
- A. slossonae Cresson, 1942
- A. strandi Duda, 1942
- A. tricolor (Czerny, 1909)
- A. yosemite Cresson, 1926